# 坂井市
坂井市（日语：／ Sakai shi）是位於日本福井縣北部的市，南側與福井市相鄰；轄區主要位於九頭龍川下游右岸的福井平原，西側臨日本海，東部則為兩白山地的山林地。
在九頭龍川河口左岸被劃為福井臨海工業地帶，在該區域內設有北陸電力的火力發電廠－福井火力發電廠。

## 人口
| 坂井市人口分布圖 |                                               |  |
| 坂井市與日本全國年齡別人口分布比較圖 （2005年資料） | 坂井市的年齡、男女別人口分布圖 （2005年資料） |  |
| ■紫色是坂井市 ■綠色是全国 | ■藍色是男性 ■紅色是女性                       |  |
| 坂井市人口變化 \| 1970年 \| 68,797人 \| \| \| 1975年 \| 72,174人 \| \| \| 1980年 \| 75,983人 \| \| \| 1985年 \| 80,707人 \| \| \| 1990年 \| 83,372人 \| \| \| 1995年 \| 86,870人 \| \| \| 2000年 \| 91,173人 \| \| \| 2005年 \| 92,318人 \| \| \| 2010年 \| 91,900人 \| \| \| 2015年 \| 90,280人 \| \| \| 2020年 \| 88,481人 \| \| |                                               |  |
| 資料來源：日本總務省統計中心提供之人口普查數據 |                                               |  |
| 1970年 | 68,797人                                      |  |
| 1975年 | 72,174人                                      |  |
| 1980年 | 75,983人                                      |  |
| 1985年 | 80,707人                                      |  |
| 1990年 | 83,372人                                      |  |
| 1995年 | 86,870人                                      |  |
| 2000年 | 91,173人                                      |  |
| 2005年 | 92,318人                                      |  |
| 2010年 | 91,900人                                      |  |
| 2015年 | 90,280人                                      |  |
| 2020年 | 88,481人                                      |  |

## 歷史

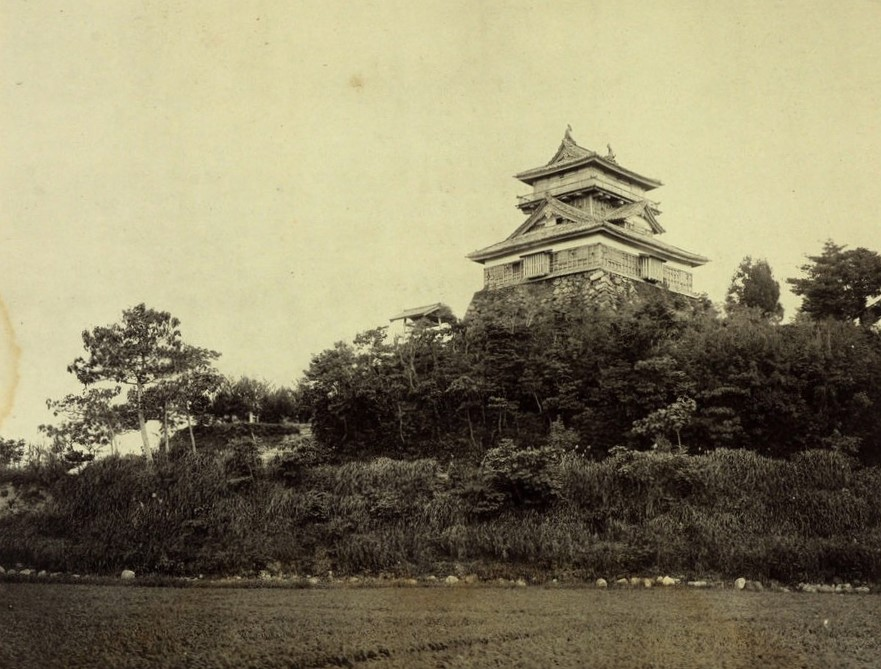
1910年發行的『越山若水』中丸岡城天守的照片

過去在令制國時代屬於越前國坂井郡，位於西部的九頭龍川河口由於藉由九頭龍川作為內陸運輸之便，過去在九世紀時已經發展為整個越前國最主要的對外港口「三國湊」，在13世紀時已經被列入當時日本的十個主要港口「三津七湊」之一。
1575年織田信長將越前國交給柴田勝家後，此地由柴田勝家的養子柴田勝豐負責，並在1576年新建丸岡城；1583年柴田勝家被羽柴秀吉擊敗後，丸岡城為丹羽長秀轄下的領地，並由青山宗勝成為城主。1600年的關原之戰後，成為德川家康次子結城秀康的領地，並由其家臣今村盛次成為領有2萬6千石的城主。
不過在1612年今村盛次因涉入越前騒動而失勢，改越前松平家的附家老本多成重成為新的丸岡城城主；之後又因為越前松平家內的紛爭，1624年本多成重自越前松平家的家老身分轉為獨立的大名，設立丸岡藩。
現在的坂井市轄區在江戶時代期間除了部分區域屬於丸岡藩外,也有不少區域屬於福井藩或是幕府直屬的領地，19世紀末明治維新後，這些區域先後改隸屬新設立的丸岡縣、福井縣和本保縣；不過在1971年底進行的第一次府縣整併中，全數被整併為新設立的福井縣，但當時的福井縣在1872年旋即更名為足羽縣。
1873年，再次隨著足羽縣被併入敦賀縣，不過敦賀縣在1876年也遭到廢除，本地一度被併入石川縣，直到1881年原本敦賀縣的轄區重新恢復設縣，不過重新設立的縣因為縣廳設在福井，因而新縣被命名為福井縣。
1889年日本實施町村制，現在的坂井市轄區在當時分屬三國町、雄島村、加戶村、東十鄉村、長畝村、丸岡町、竹田村、高椋村、鳴鹿村、磯部村、春江村、大石村、兵庫村、大關村、木部村、新保村、濱四鄉村共17個行政區劃；經過1950年代的昭和大合併後，這17個行政區劃被整併為位於西部的三國町、位於中部的春江町和坂井町、以及位於東部的丸岡町共四個行政區劃。
2000年代日本政府開始推動平成大合併，三國町、丸岡町、春江町、坂井町在經過長達四年的討論後，最終在2006年合併成坂井市。

### 變遷表
| 1889年4月1日             | 1889年 - 1912年 | 1912年 - 1944年 | 1945年 - 1954年            | 1955年 - 1989年            | 1955年 - 1989年            | 1955年 - 1989年            | 1989年 - 現在              | 現在                       |
| ------------------------ | --------------- | --------------- | -------------------------- | -------------------------- | -------------------------- | -------------------------- | -------------------------- | -------------------------- |
| 濱四鄉村                 | 濱四鄉村        | 濱四鄉村        | 濱四鄉村                   | 1957年1月1日 併入川西村    | 1957年7月10日 改制為川西町 | 1967年5月17日 併入福井市   | 1967年5月17日 併入福井市   | 1967年5月17日 併入福井市   |
| 濱四鄉村                 | 濱四鄉村        | 濱四鄉村        | 濱四鄉村                   | 1957年1月1日 併入三國町    | 三國町                     | 三國町                     | 2006年3月20日 合併為坂井市 | 2006年3月20日 合併為坂井市 |
| 三國町                   | 三國町          | 三國町          | 1954年3月31日 合併為三國町 | 1954年3月31日 合併為三國町 | 三國町                     | 三國町                     | 2006年3月20日 合併為坂井市 | 2006年3月20日 合併為坂井市 |
| 雄島村                   |                 |                 | 1954年3月31日 合併為三國町 | 1954年3月31日 合併為三國町 | 三國町                     | 三國町                     | 2006年3月20日 合併為坂井市 | 2006年3月20日 合併為坂井市 |
| 加戶村                   |                 |                 | 1954年3月31日 合併為三國町 | 1954年3月31日 合併為三國町 | 三國町                     | 三國町                     | 2006年3月20日 合併為坂井市 | 2006年3月20日 合併為坂井市 |
| 新保村                   |                 |                 | 1954年3月31日 合併為三國町 | 1954年3月31日 合併為三國町 | 三國町                     | 三國町                     | 2006年3月20日 合併為坂井市 | 2006年3月20日 合併為坂井市 |
| 長畝村                   | 長畝村          | 長畝村          | 長畝村                     | 1955年3月31日 合併為丸岡町 | 1955年3月31日 合併為丸岡町 | 1955年3月31日 合併為丸岡町 | 2006年3月20日 合併為坂井市 | 2006年3月20日 合併為坂井市 |
| 丸岡町                   |                 |                 |                            | 1955年3月31日 合併為丸岡町 | 1955年3月31日 合併為丸岡町 | 1955年3月31日 合併為丸岡町 | 2006年3月20日 合併為坂井市 | 2006年3月20日 合併為坂井市 |
| 竹田村                   |                 |                 |                            | 1955年3月31日 合併為丸岡町 | 1955年3月31日 合併為丸岡町 | 1955年3月31日 合併為丸岡町 | 2006年3月20日 合併為坂井市 | 2006年3月20日 合併為坂井市 |
| 高椋村                   |                 |                 |                            | 1955年3月31日 合併為丸岡町 | 1955年3月31日 合併為丸岡町 | 1955年3月31日 合併為丸岡町 | 2006年3月20日 合併為坂井市 | 2006年3月20日 合併為坂井市 |
| 鳴鹿村                   |                 |                 |                            | 1955年3月31日 合併為丸岡町 | 1955年3月31日 合併為丸岡町 | 1955年3月31日 合併為丸岡町 | 2006年3月20日 合併為坂井市 | 2006年3月20日 合併為坂井市 |
| 磯部村                   |                 |                 |                            | 1955年3月31日 合併為丸岡町 | 1955年3月31日 合併為丸岡町 | 1955年3月31日 合併為丸岡町 | 2006年3月20日 合併為坂井市 | 2006年3月20日 合併為坂井市 |
| 1955年3月30日 併入春江町 | 春江町          | 春江町          |                            |                            |                            |                            | 2006年3月20日 合併為坂井市 | 2006年3月20日 合併為坂井市 |
| 春江村                   | 春江村          | 春江町          | 1942年4月3日 改制為春江町  | 1942年4月3日 改制為春江町  | 1955年3月31日 合併為春江町 |                            | 2006年3月20日 合併為坂井市 | 2006年3月20日 合併為坂井市 |
| 大石村                   | 春江町          | 春江町          |                            |                            | 1955年3月31日 合併為春江町 |                            | 2006年3月20日 合併為坂井市 | 2006年3月20日 合併為坂井市 |
| 東十鄉村                 | 東十鄉村        | 東十鄉村        | 東十鄉村                   | 1955年3月31日 合併為坂井村 | 1961年4月1日 改制為坂井町  | 1961年4月1日 改制為坂井町  | 2006年3月20日 合併為坂井市 | 2006年3月20日 合併為坂井市 |
| 兵庫村                   |                 |                 |                            | 1955年3月31日 合併為坂井村 | 1961年4月1日 改制為坂井町  | 1961年4月1日 改制為坂井町  | 2006年3月20日 合併為坂井市 | 2006年3月20日 合併為坂井市 |
| 大關村                   |                 |                 |                            | 1955年3月31日 合併為坂井村 | 1961年4月1日 改制為坂井町  | 1961年4月1日 改制為坂井町  | 2006年3月20日 合併為坂井市 | 2006年3月20日 合併為坂井市 |
| 木部村                   | 木部村          | 木部村          | 木部村                     | 1956年9月30日 併入坂井村   | 1961年4月1日 改制為坂井町  | 1961年4月1日 改制為坂井町  | 2006年3月20日 合併為坂井市 | 2006年3月20日 合併為坂井市 |

## 行政

### 歷任市長
| 屆         | 姓名     | 上任日期      | 卸任日期      | 備註         |
| ---------- | -------- | ------------- | ------------- | ------------ |
| 1          | 坂本憲男 | 2006年4月23日 | 2010年4月22日 | 原三國町町長 |
| 2          | 坂本憲男 | 2010年4月23日 | 2014年4月22日 |              |
| 3          | 坂本憲男 | 2014年4月23日 | 2018年4月22日 |              |
| 4          | 坂本憲男 | 2018年4月23日 | 2022年4月22日 |              |
| 5          | 池田禎孝 | 2022年4月23日 | 現任          |              |
| 參考資料： |          |               |               |              |

## 交通

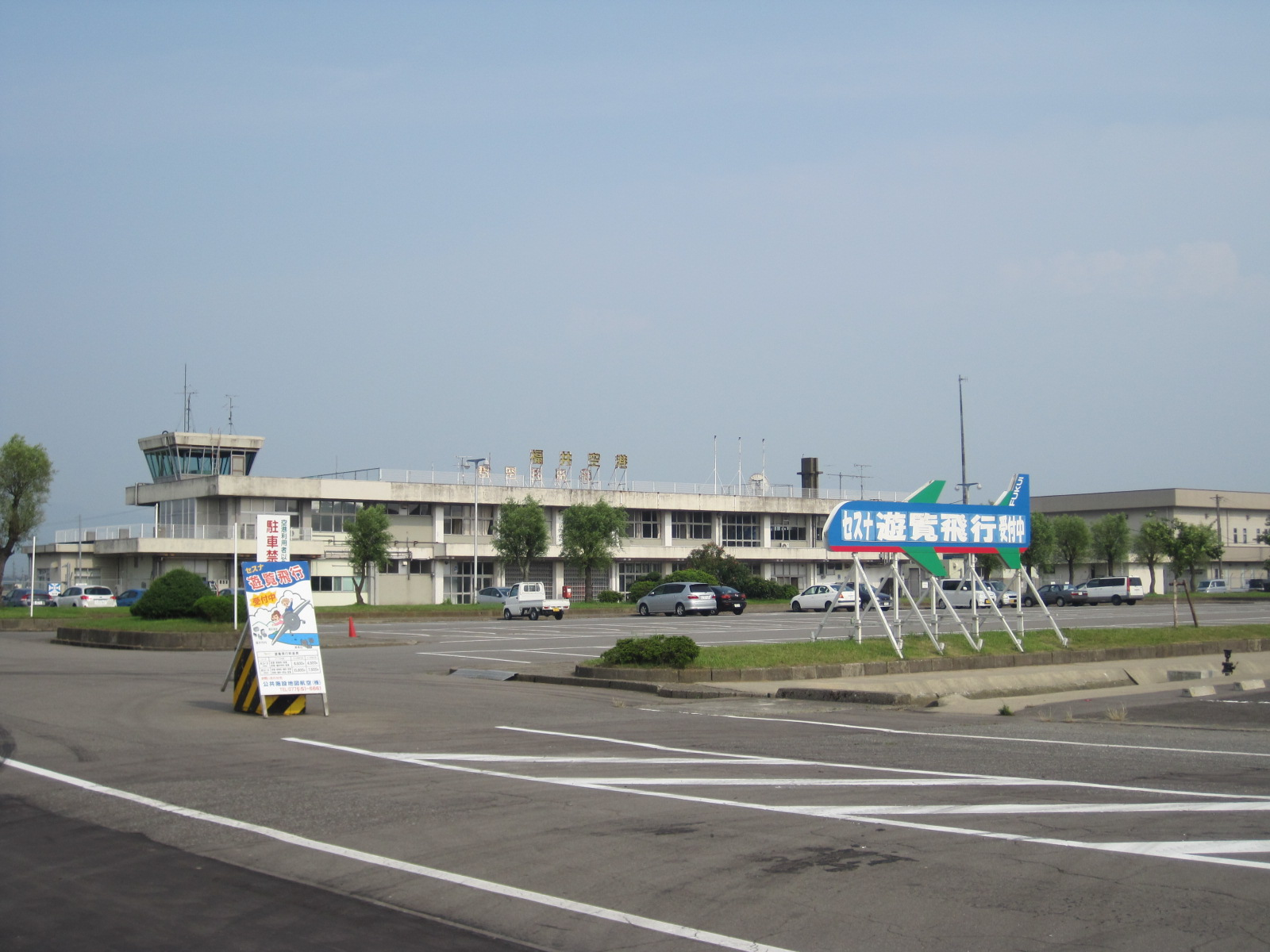
福井機場的航廈

福井縣內唯一的機場－福井機場就位於轄內，該機場雖然自1966年就已經開始營運，但自1976年後已無定期客運航線，目前福井機場主要由福井縣警察航空隊以及私人用小型飛機使用；而現在距離坂井市最近的民用機場是位於北側五十公里處，石川縣小松市內的小松飛行場。
通過轄內的鐵路共有Hapi-line Fukui線和越前鐵道三國蘆原線，北陸本線上的主要車站是丸岡車站，在此可直接往北進入石川縣，或是往南前往福井縣其他地區，三國蘆原線則是自福井市經轄內坂井町地區及蘆原市，接往轄內三國町地區的路線。
過去在丸岡町地區的東側還曾有京福電氣鐵道所經營的永平寺線通過，往南可至現在永平寺町的永平寺，往北可到達現在的蘆原溫泉車站，但此路段已在1969年停止營運。
轄內的客運路線主要由京福巴士經營。
位於九頭龍川河口的福井港是由福井縣政府負責管理的地方港灣，過去為已有超過1,000年歷史的「三國湊」，過去曾為整個越前國對外運輸的主要港口，不過在20世紀後其運輸的功能逐便被鐵路所取代，1970年代後配合港區旁福井臨海工業地帶的開發，現已成福井火力發電廠和福井石油備蓄基地的燃油轉運港口。

### 鐵路
- Hapi-line Fukui
  - Hapi-line Fukui線：（←福井市） - 春江站 - 丸岡站 - （蘆原市→）
- 越前鐵道
  - 三國蘆原線：（福井市） - 太郎丸天使樂園站 - 西春江Heartpia站 - 西長田百合之里車站 - 下兵庫幸福站 - 大關站 - （蘆原市） - 水居站 - 三國神社站 - 三國站 - 三國港站
- 西日本旅客鐵道
  - 北陸新幹線：（←蘆原市） - （未於轄內設置車站） - （福井市→）

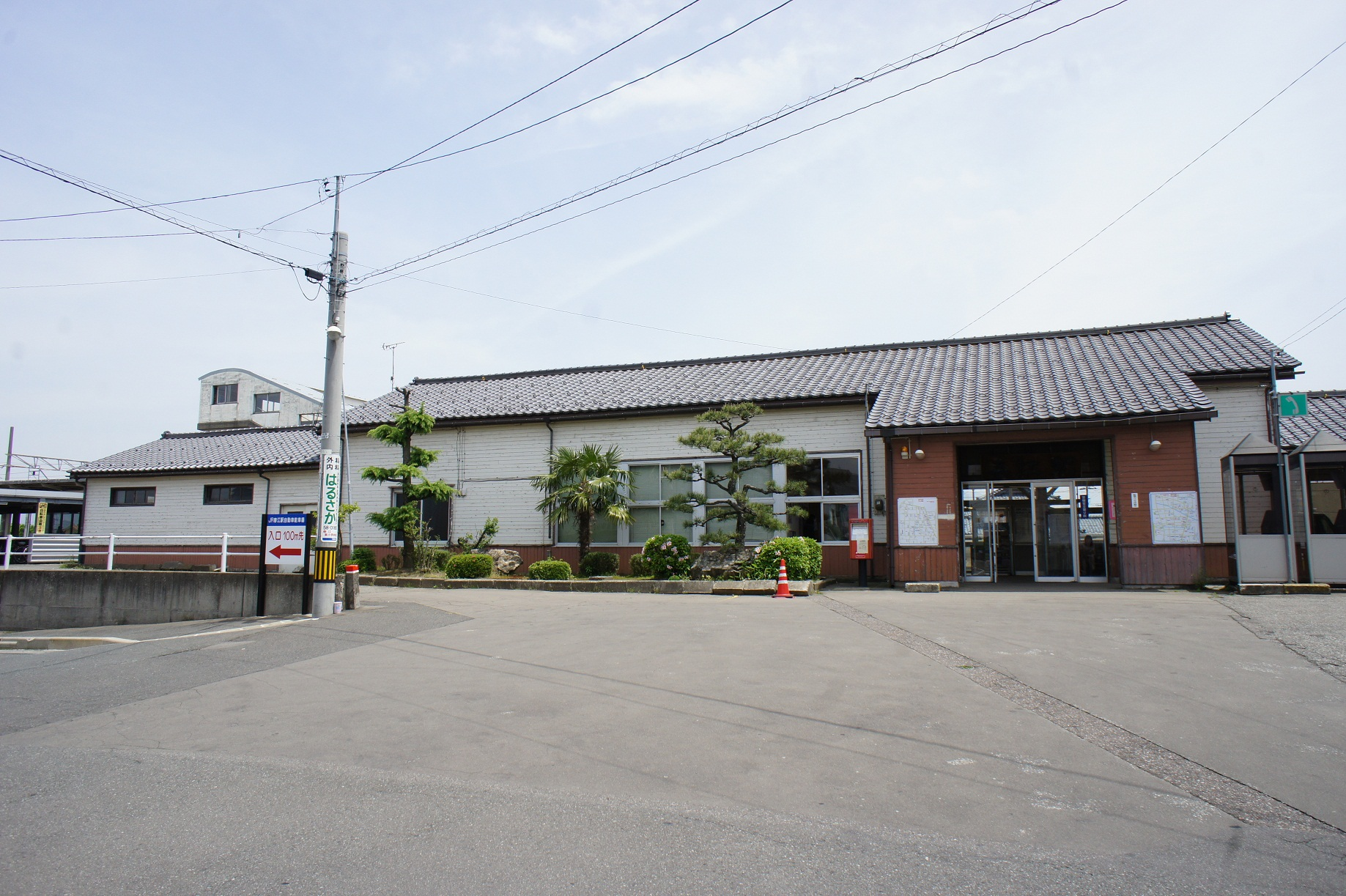
春江車站
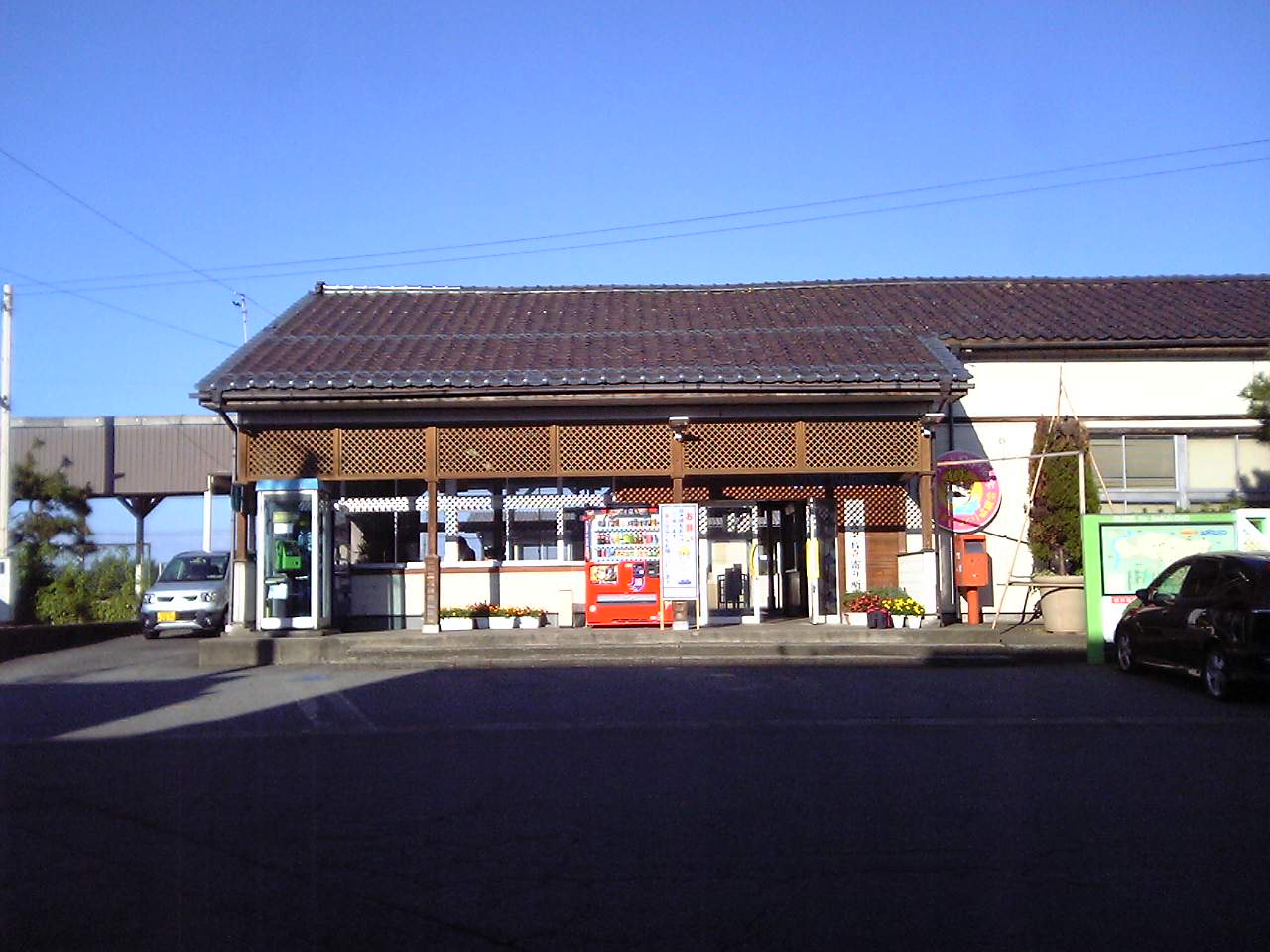
丸岡車站
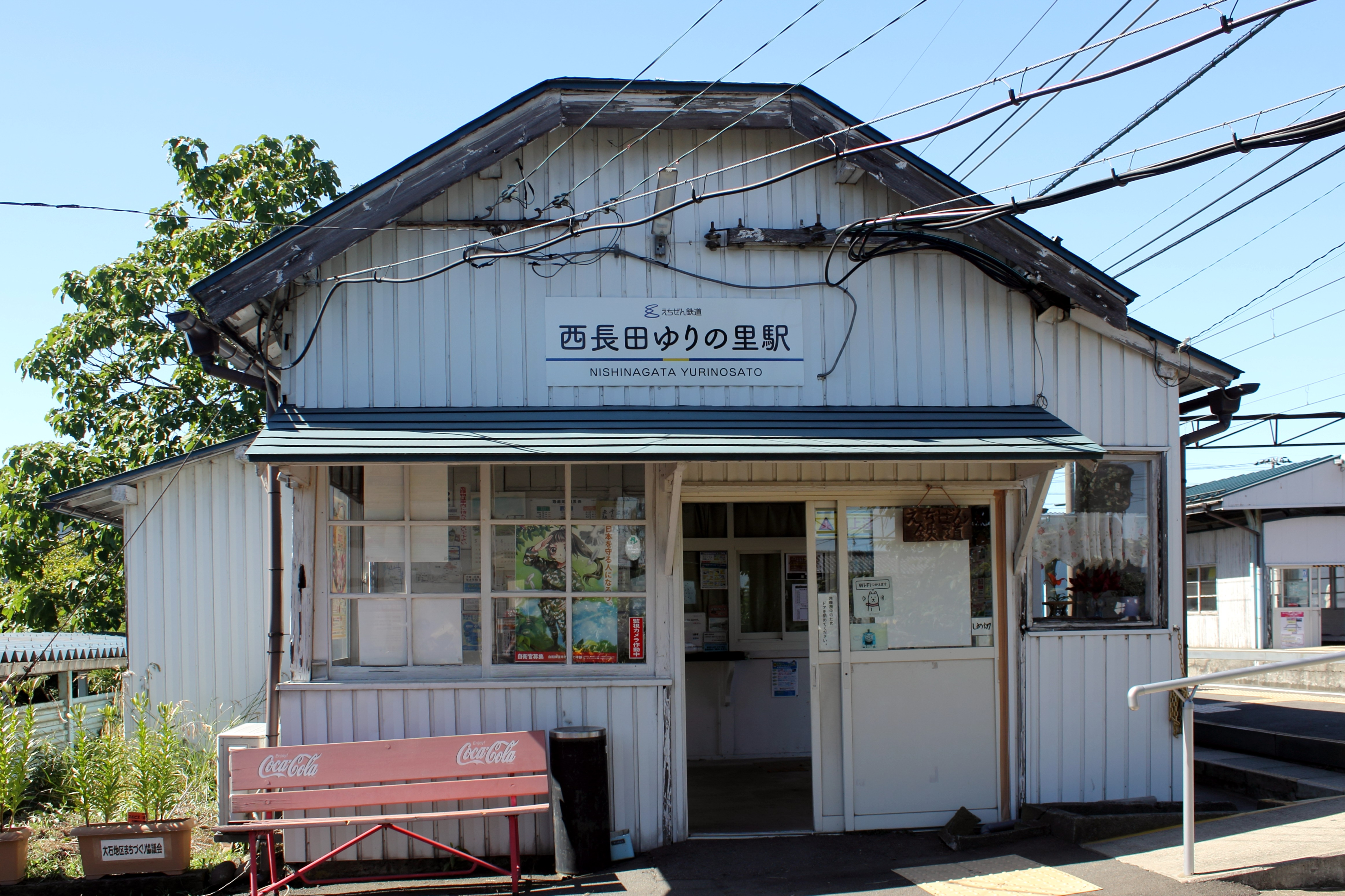
西長田百合之里車站
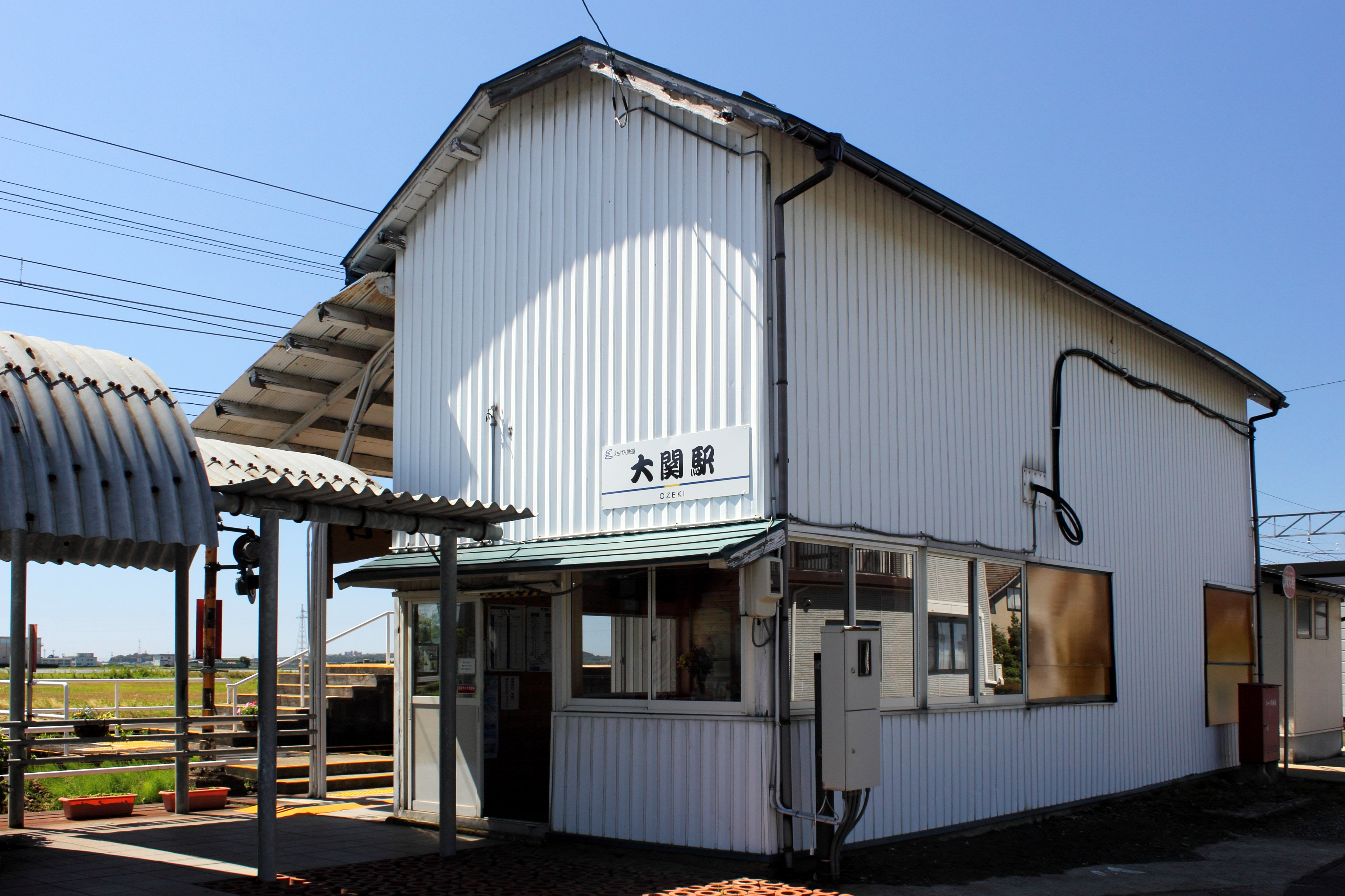
大關車站
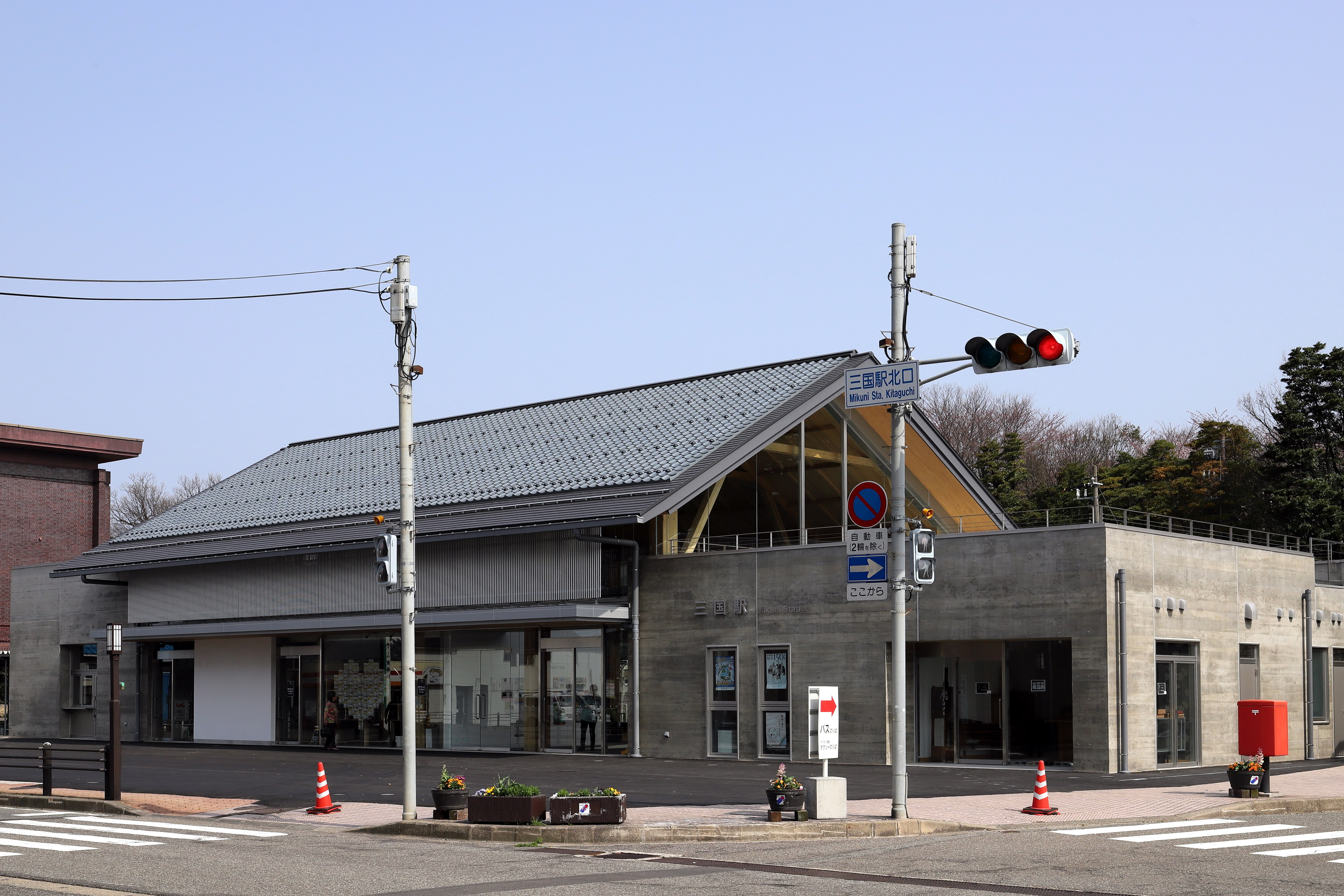
三國車站
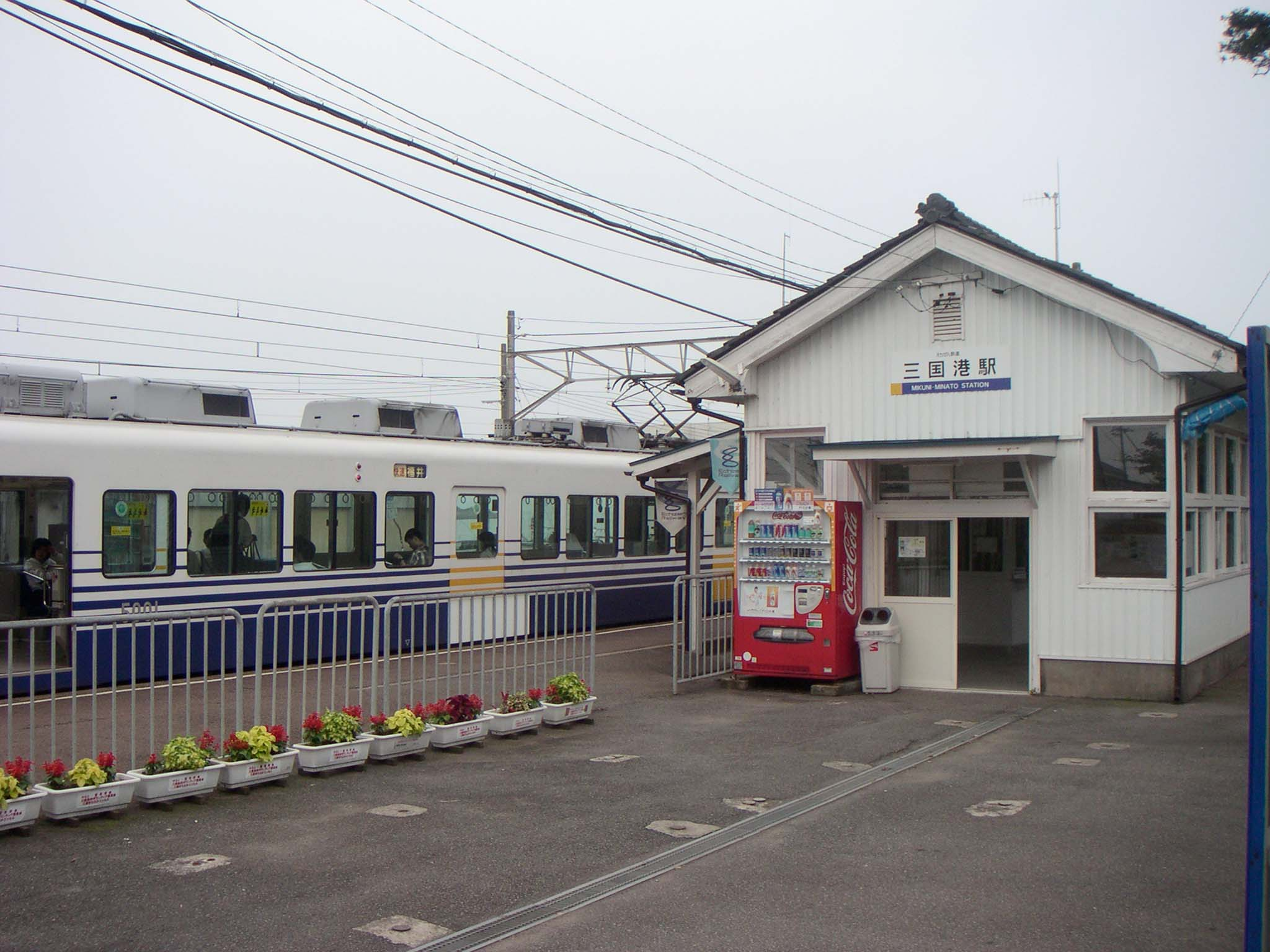
三國港車站

### 公路
高速公路
- 北陸自動車道：（福井市） - 丸岡交流道（日语：丸岡インターチェンジ） - （蘆原市）

## 觀光資源
位於轄區東部的丸岡町地區是過去丸岡藩藩廳所在地，丸岡城在19世紀末遭到拆除，最初雖然特意將天守保留下來，但在1948年的福井地震中傾倒，1955年重新修復後，現已被列為國家重要文化財產，也已被列入日本100名城。
由於丸岡藩初代藩主本多成重之父本多重次過去在戰場上寫家書時，僅簡短的寫了（意思為「簡單幾句 小心用火 別讓阿仙哭 把馬養肥」），簡明扼要的內容被稱為日本最短的書信；因此1993年開始，丸岡町當地政府以此為主題發起「一筆啓上賞」，每年訂定一個主題公開徵募限制四十個字以內的文章，2015年更以此為主題在丸岡城旁建立了一筆啟上 日本最短書信館。
西部日本海沿海地區則屬於越前加賀海岸國定公園的範圍，在東尋坊可以看到連續長度超過一公里的海蝕懸崖峭壁，高度約25至50公尺左右，兩端總長度更超過1公里。從崖壁斷面可見到清晰的安山岩柱狀節理，在其北側的雄島也是被海蝕崖所環繞的島嶼；在此區域周邊還有越前松島水族館、三國溫泉、遊樂園芝政世界。

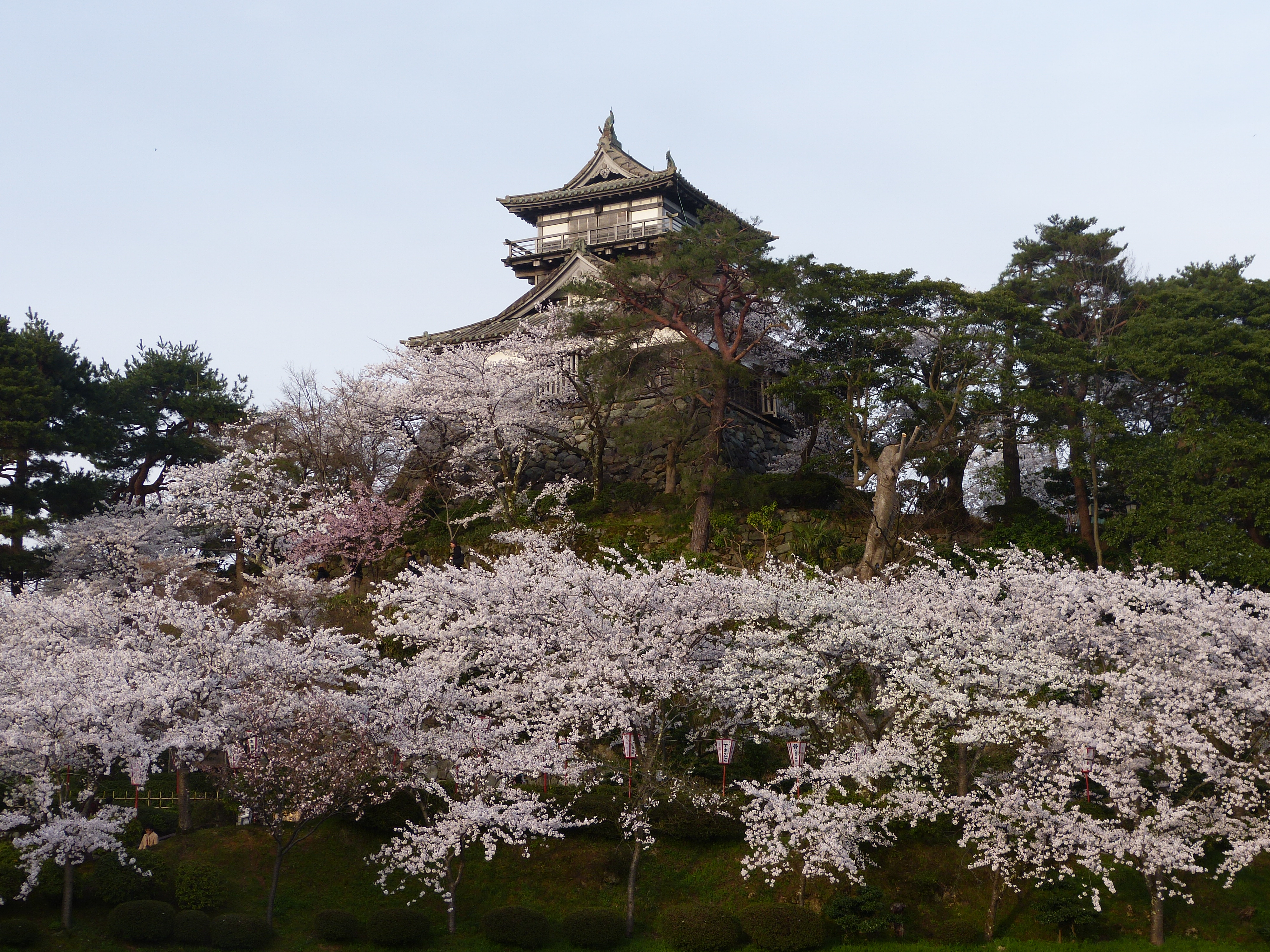
丸岡城天守
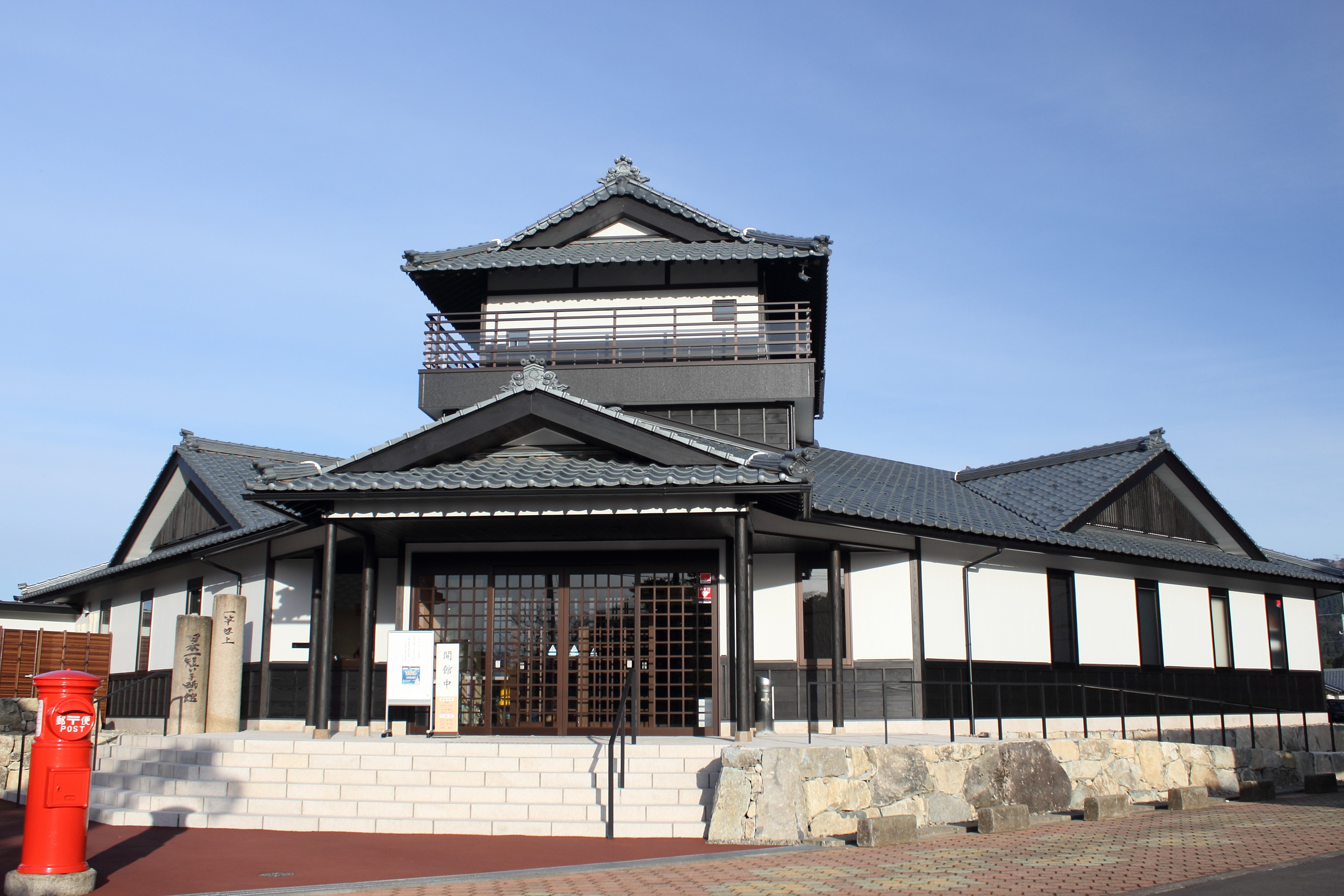
一筆啟上 日本最短書信館
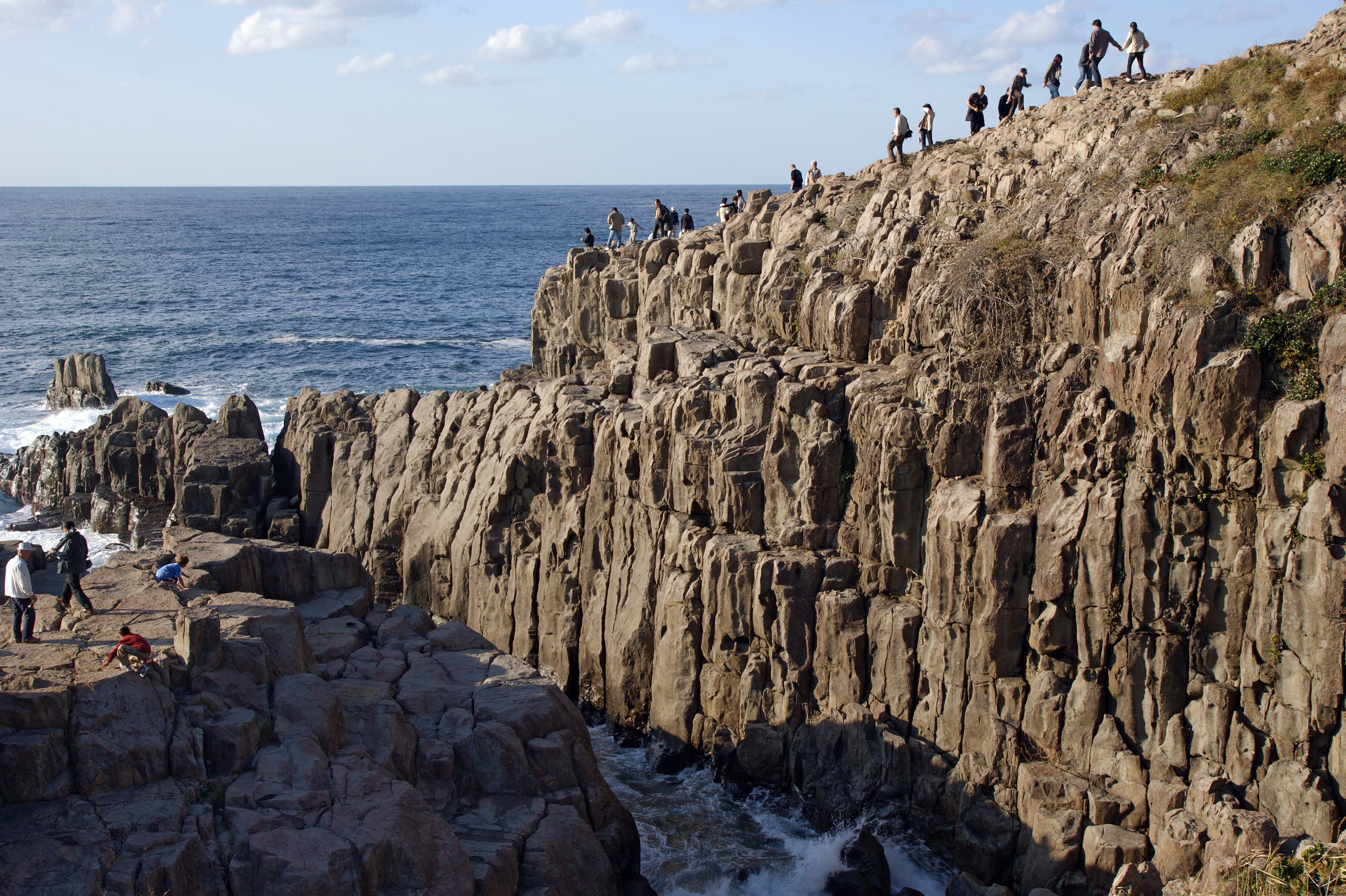
東尋坊
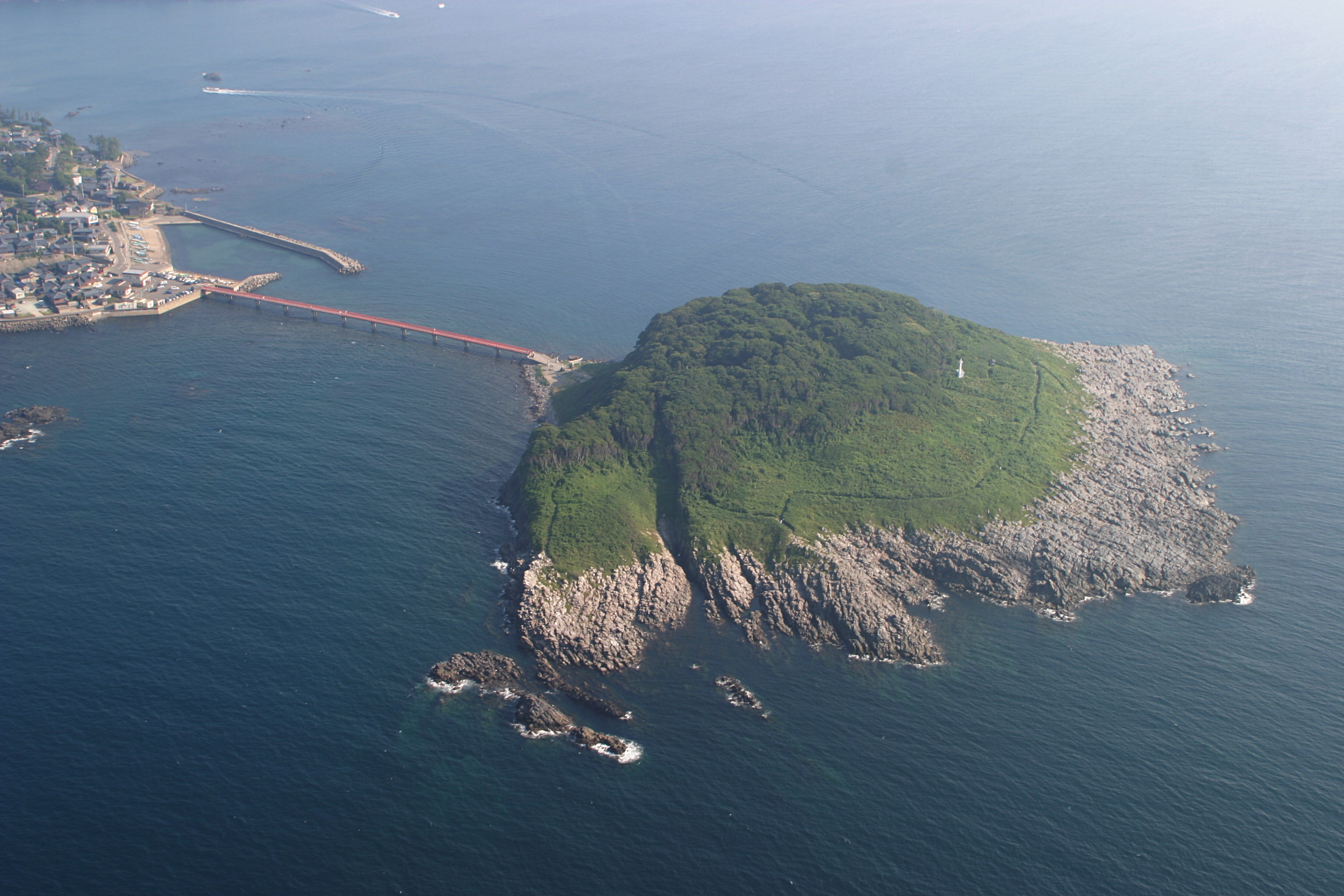
雄島
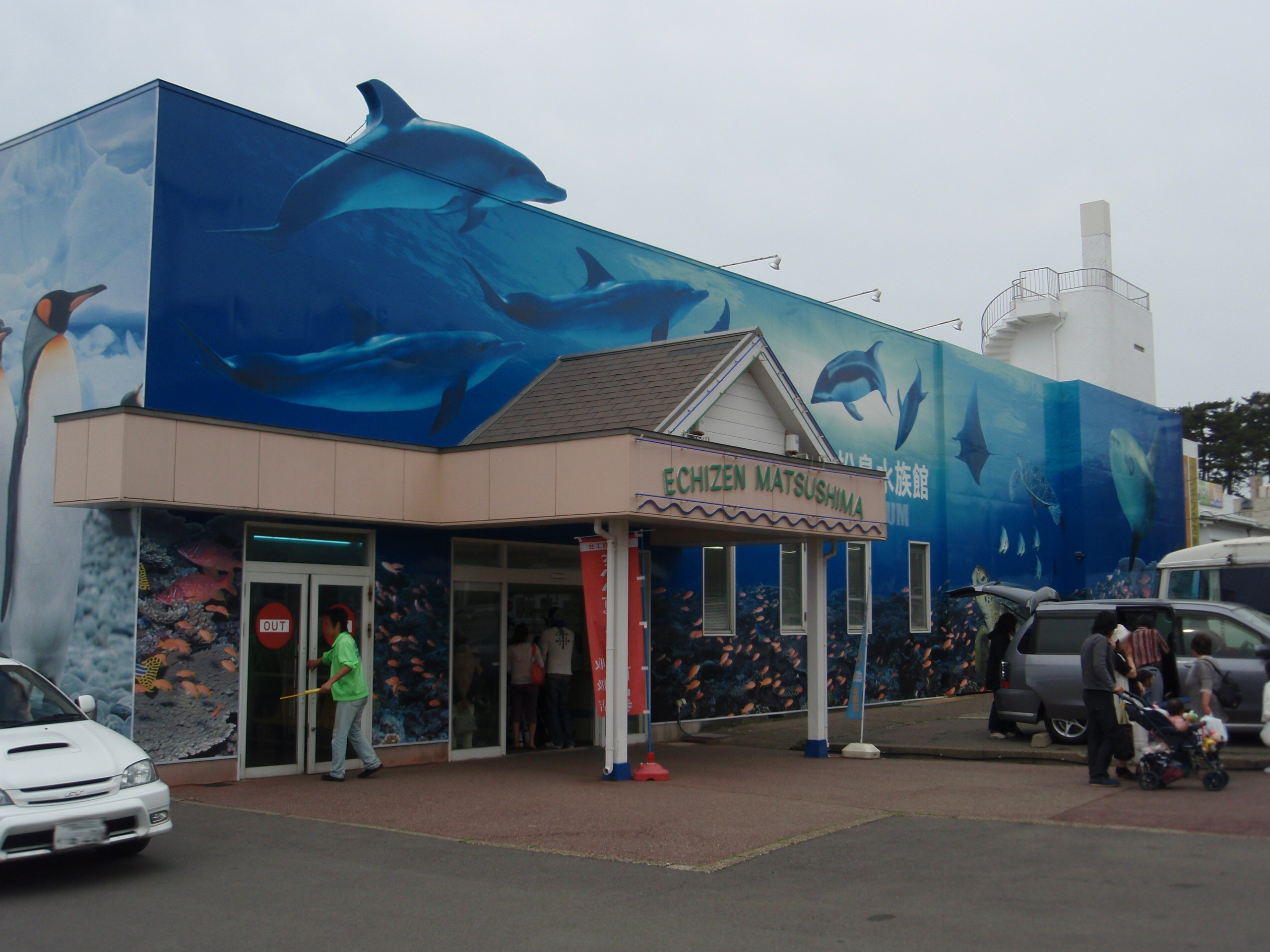
越前松島水族館

## 教育
轄內並無高等教育學校，在東部、中部和西部分別有福井縣立丸岡高等學校、福井縣立坂井高等學校、福井縣立三國高等學校三所高中；其中坂井高等學校為2016年由福井縣立坂井農業高等學校和福井縣立春江工業高等學校整併而成。
丸岡高等學校則是福井縣內的足球強校，至今已參加全國高等學校足球錦標賽超過三十次。

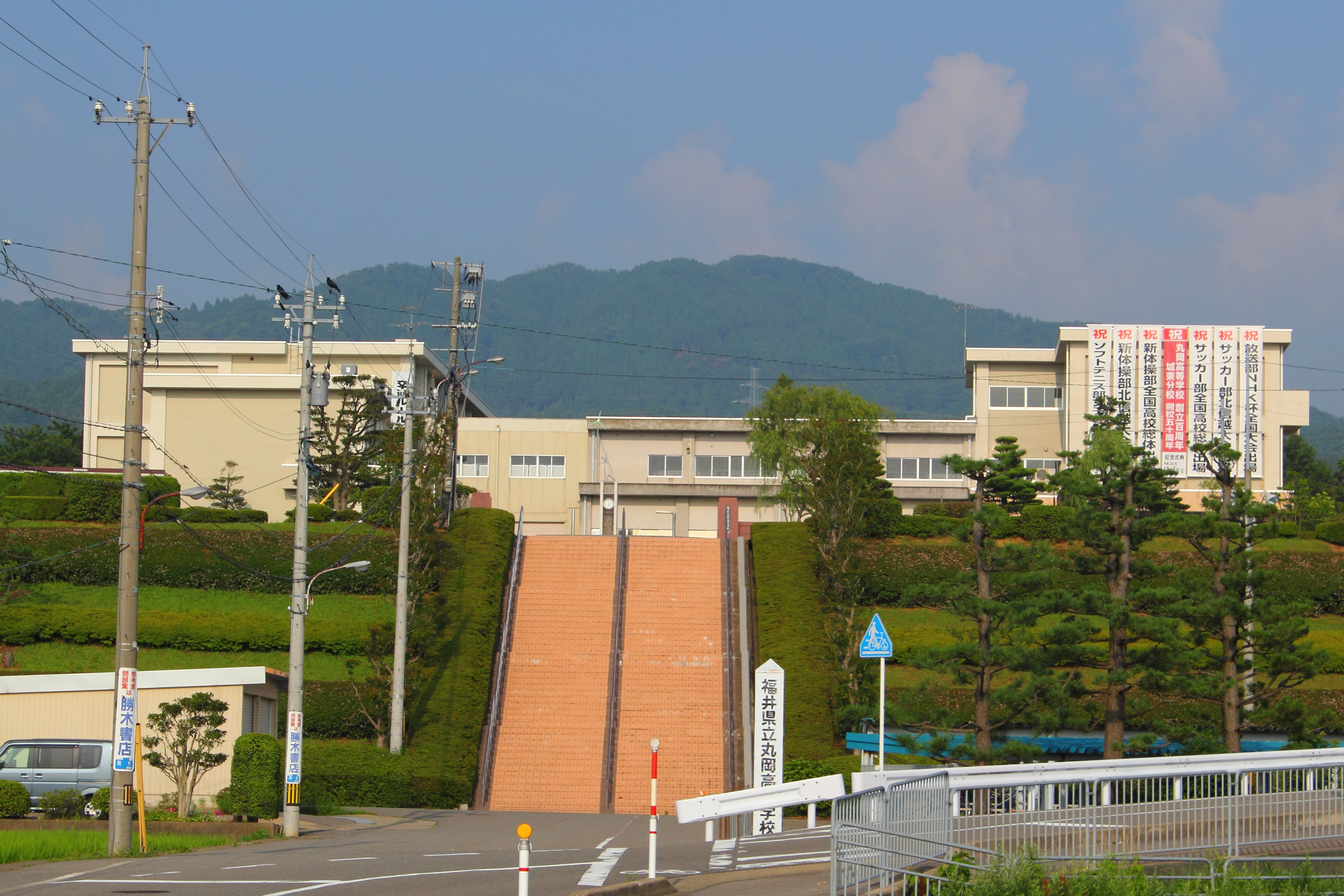
丸岡高等學校
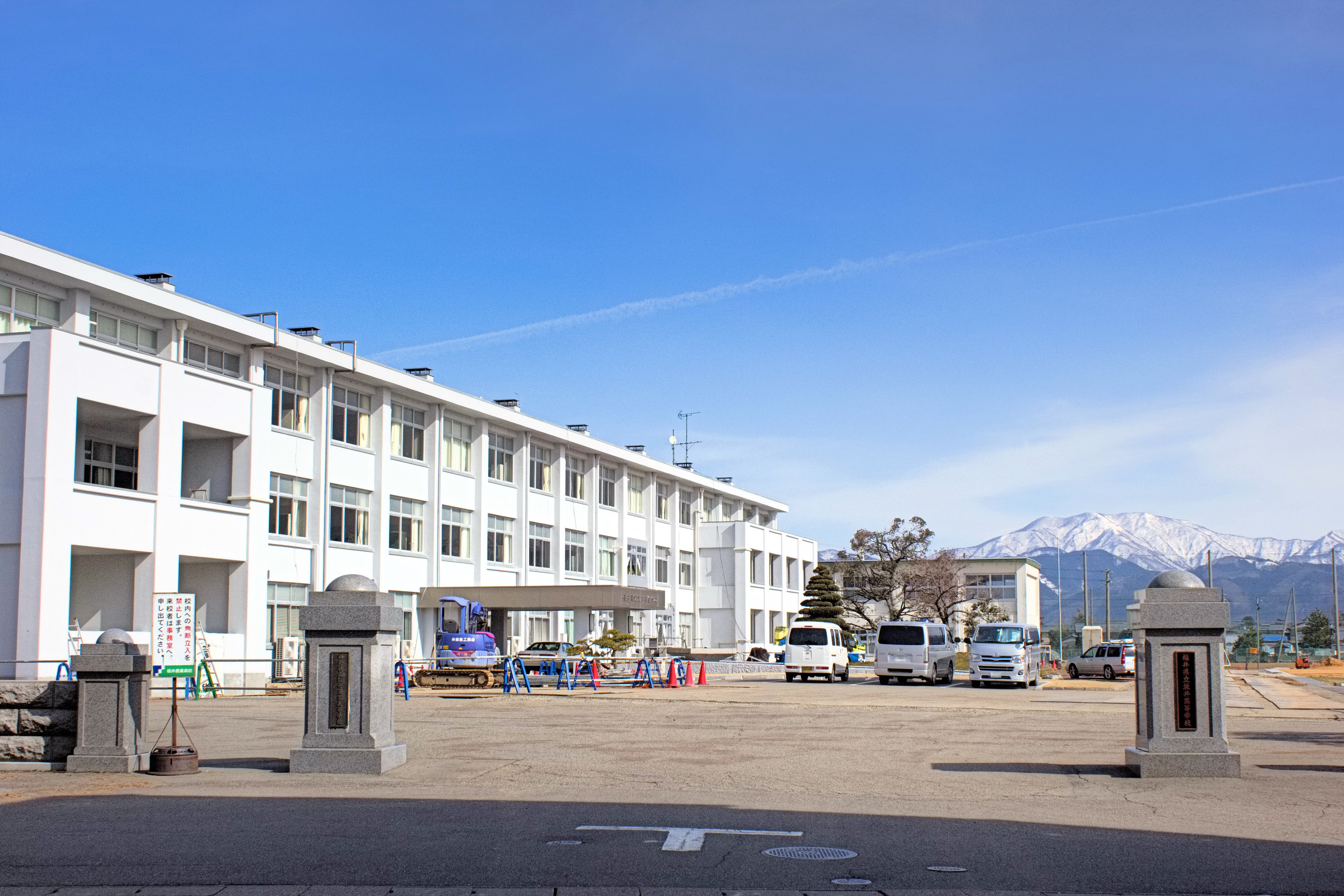
坂井高等學校
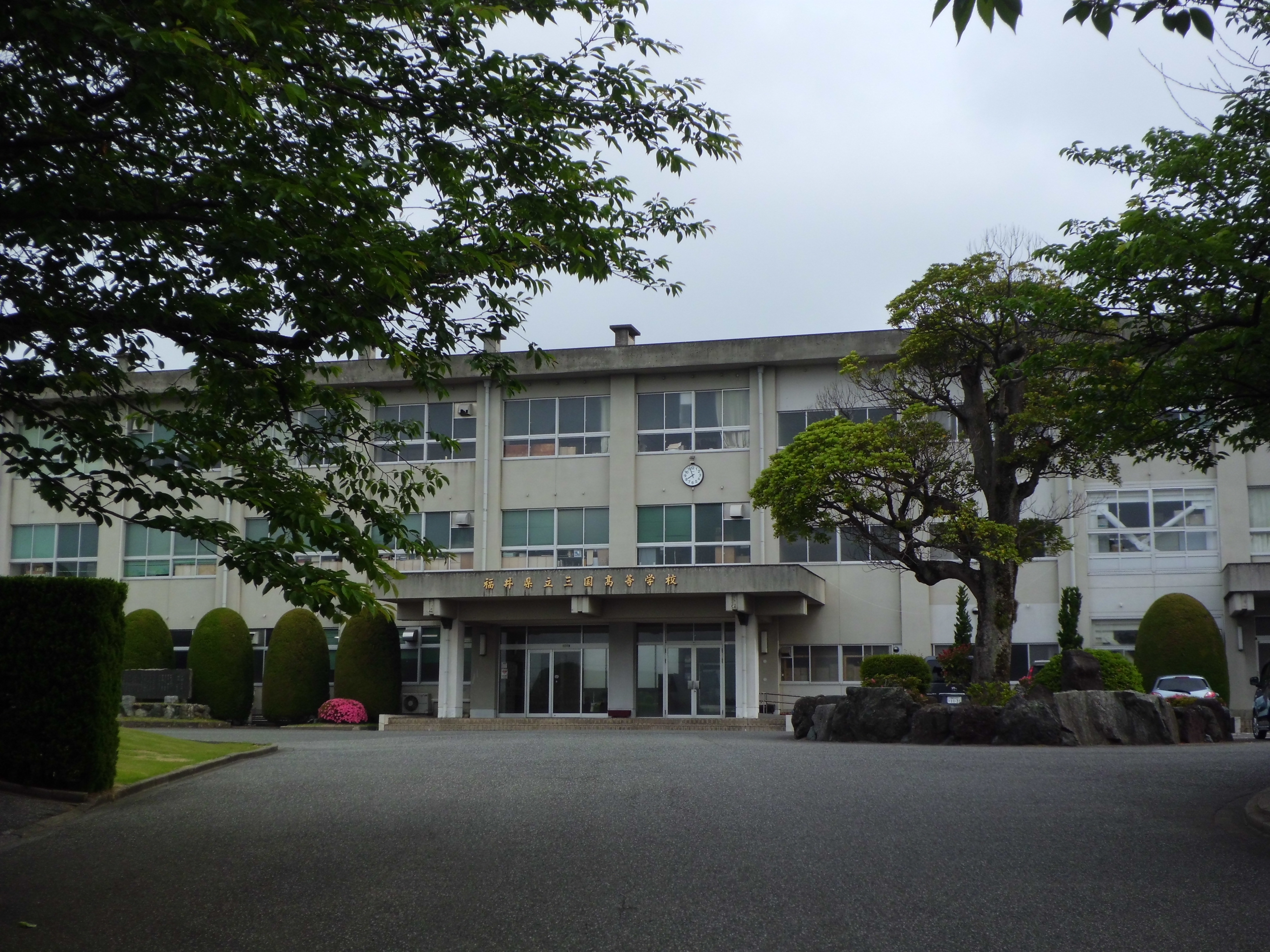
三國高等學校

## 姊妹、友好城市

### 日本
- 延岡市（宮崎縣）
1695年開始擔任丸岡藩藩主直到19世紀末江戶時代結束的肥前有馬氏（日语：肥前有馬氏），在轉封至丸岡藩之前曾長期擔任延岡藩藩主；因此過去舊丸岡町與延岡市於1979年締結為姊妹都市，在丸岡町合併為坂井市後，兩地於2006年繼續締結為姊妹都市。[16]

## 備註
1. ↑  於1871年第一次設立的福井縣，與現在的福井縣沒有直接關係。
2. ↑  於1881年第二次設立的福井縣，與1871年設立的福井縣沒有直接關係。

## 外部連結
- （日語） 坂井市城市行銷的Facebook專頁
- （日語） 福井縣坂井市觀光指引（页面存档备份，存于）